# Комо, Блейк
Блейк Комо́ (англ. Blake Comeau; 18 февраля 1986, Медоу-Лейк, Канада) — канадский хоккеист, крайний нападающий. На драфте НХЛ 2004 во втором раунде был выбран клубом «Нью-Йорк Айлендерс» под общим 47-м номером. До прихода в НХЛ у Комо была успешная молодёжная карьера: он выиграл два чемпионата Западной хоккейной лиги и Мемориальный кубок, выступая за команду «Келоуна Рокетс», и, играя за молодёжную сборную Канады, стал чемпионом мира.

## Игровая карьера

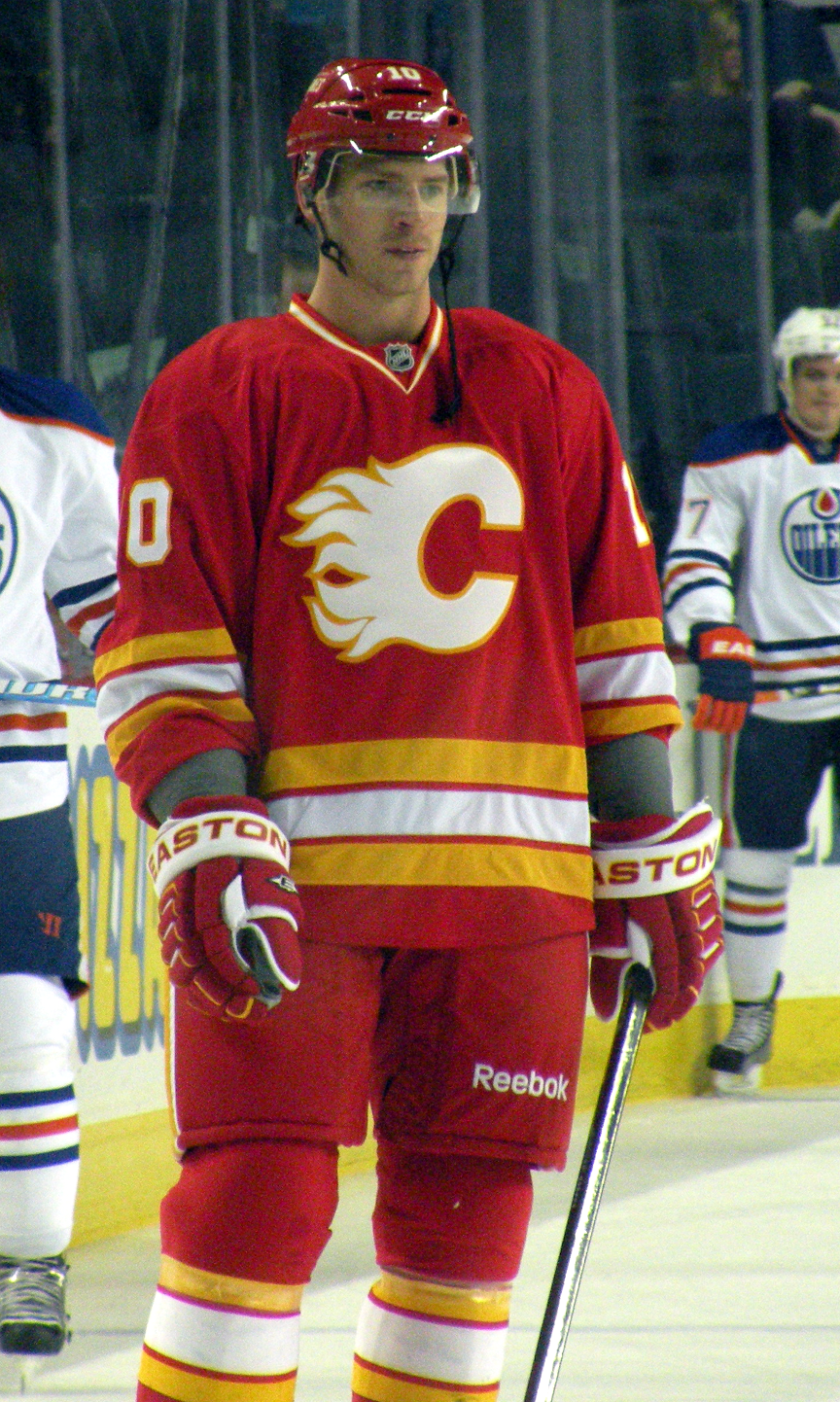
Комо в составе «Калгари Флэймз»

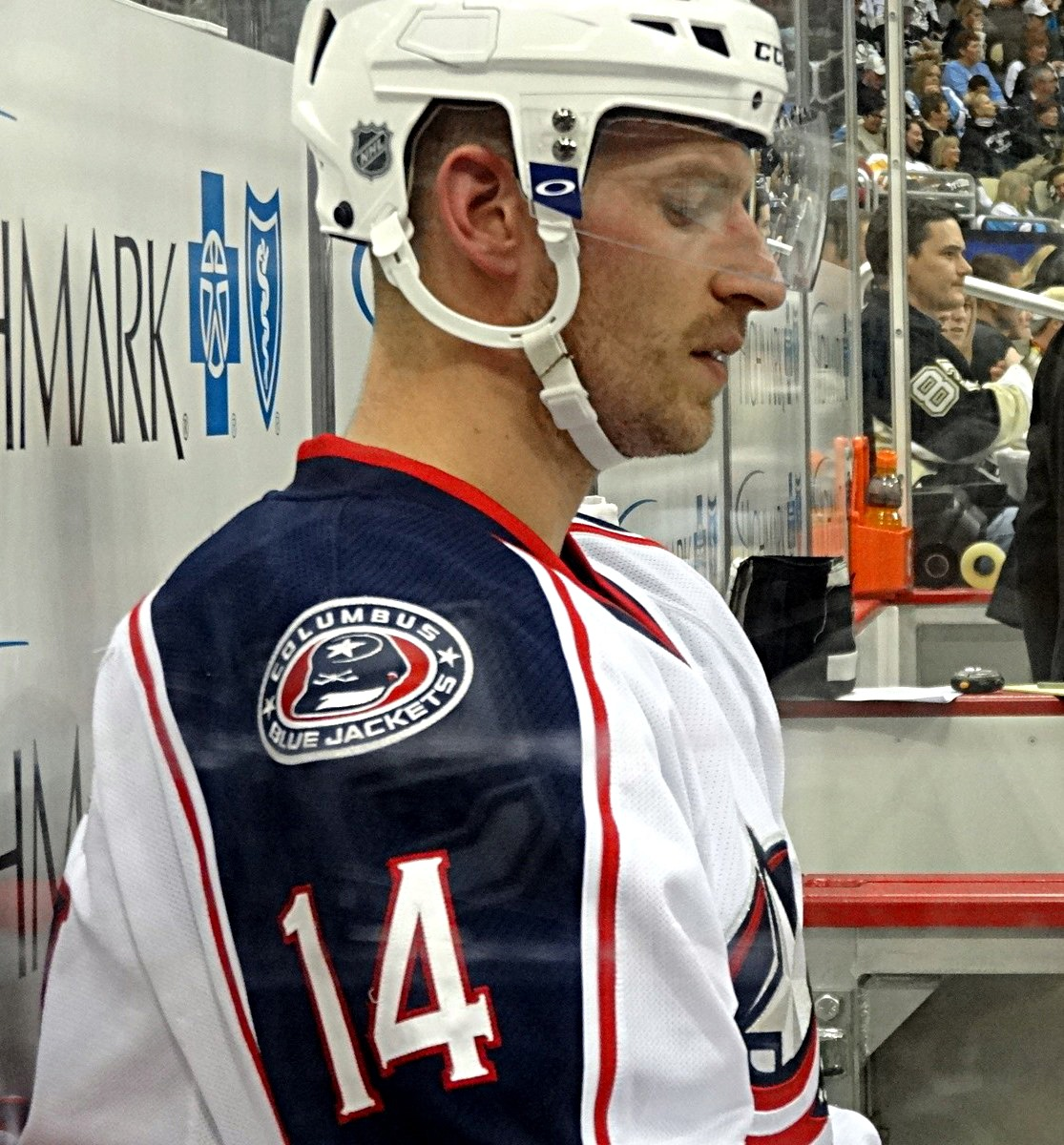
Комо в составе «Коламбус Блю Джекетс» в 2013 году

### Молодёжная карьера
В течение четырёх сезонов Комо играл в Западной Хоккейной Лиге за команду «Келоуна Рокетс». В команду он попал по результатам второго раунда драфта лиги 2001 года. После того как 15-летний Комо сыграл за команду три игры, вошёл в её основной состав на сезон 2002/2003, где набрал 23 очка в 54 играх. Также он сыграл в 19 матчах плей-офф, по результатам которых команда выиграла президентский кубок. В сезоне 2003/2004 Комо набрал 33 очка. В этом же сезоне команда квалифицировалась на Мемориальный Кубок 2004 в качестве хозяев турнира. Комо, вместе с командой «Келоуна Рокетс», выиграл этот кубок, победив в финальной игре команду «Гатино Олимпикс» со счётом 2:1.
В 2004 году Комо, во втором раунде драфта НХЛ, был выбран командой «Нью-Йорк Айлендерс» под общим 47-м номером. В сезоне 2004/2005 продолжал играть за «Келоуна Рокетс», где забил 24 гола и, в общей сложности, набрал 47 очков. В плей-офф этого турнира он набрал 18 очков в 24 матчах и снова завоевал Кубок президента. В 2005 году «Келоуна Рокетс» не смогли защитить титул обладателя Мемориального Кубка, проиграв во всех трёх играх.
Комо завершил свою молодёжную карьеру в сезоне 2005/2006. Всего он набрал 74 очка в 60 матчах и вошёл в Команду Звёзд Западной конференции WHL.

### Профессиональная карьера
Профессиональную карьеру начал, играя за команду АХЛ «Бриджпорт Саунд Тайгерс», сыграв в плей-офф. Первый сезон в АХЛ за тигров Комо провёл в 2005/2006, где набрал 43 очка в 61 игре. В этом же сезоне сыграл в плей-офф АХЛ за команду «Келоуна Рокетс», где провёл 7 игр, но голов не забил. 7 декабря 2006 года состоялся его дебют в НХЛ, в матче против «Монреаль Канадиенс». В сезоне 2006/2007 Комо играл в двух командах: «Нью-Йорк Айлендерс» и «Бриджпорт Саунд Тайгерс». В этом сезоне он заработал 43 очков в 61 игре в АХЛ и 15 очков в 51 игре в НХЛ. Свой первый гол в НХЛ забил 21 декабря 2007 года в ворота «Питтсбург Пингвинз», в котором команда из Нью-Йорка победила со счётом 4:2.
Сезон 2008/2009 Комо опять провёл в двух командах. За Бриджпорт он заработал 19 очков в 19 играх и сыграл 2 матча в плей-офф АХЛ. Постоянно играть в НХЛ Комо начал в сезоне 2009/2010. В этом сезоне он забил 17 голов и в итоге набрал 35 очков в 61 игре. 2 марта 2010 года он оформил первый хет-трик, в матче против «Чикаго Блэкхокс», в котором «Нью-Йорк Айлендерс» выиграл со счётом 5:3. В сезоне 2010/2011 он забил 24 гола, совершил 22 голевые передачи, набрал в общей сложности 46 очков. В этом сезоне Комо подписал однолетний контракт с «Калгари Флэймз» на сумму $2,5 млн.
В сезоне 2011/2012 Комо провёл 16 игр за «Нью-Йорк Айлендерс», но не набрал ни одного очка. В этом сезоне за «Калгари Флэймз» он смог забить 5 голов и набрать 15 очков. По окончании сезона Комо стал ограниченно свободным агентом, а затем и неограниченно свободным. Он решил переподписать контракт с «Калгари Флэймз», согласившись на 50-процентное сокращение зарплаты, и контракт был переподписан. Сумма контракта на сезон 2012/2013 составляла $1,25 млн.
1 июля 2014 года Комо подписал однолетний контракт с «Питтсбург Пингвинз». 26 ноября 2014 года, в игре против «Торонто Мейпл Лифс», Комо оформил свой второй в карьере хет-трик. Два гола в основное время, и третий — победный гол — в овертайме.
Летом 2015 года подписал 3-летний контракт с «Колорадо Эвеланш» с заработной платой $ 2,4 млн в год. В сезоне 2015/16 установил личный рекорд по голевым передачам (24).
Отработав до конца свой контракт и сумев помочь «Эвеланш» впервые за 4 года попасть в плей-офф в сезоне 2017/18, летом 2018 года заключил 3-летний контракт с «Даллас Старз» на $ 7,2 млн.

### Выступление в молодёжной сборной
В 2006 году был вызван в молодежную сборную Канады для участия в молодёжном чемпионате мира. На турнире он набрал 7 очков в 6 матчах и стал чемпионом мира.

## Статистика
| Легенда | Легенда                    | Легенда | Легенда                   | Легенда | Легенда    |
| ------- | -------------------------- | ------- | ------------------------- | ------- | ---------- |
| И       | Количество проведённых игр | Штр     | Штрафное время            | +/−     | Плюс-минус |
| Г       | Голы                       | П       | Голевые передачи          | О       | Очки       |
| -       | Статистика неизвестна      | —       | Статистика не учитывалась |         |            |